# Rothalsfilander
Der Rothalsfilander (Thylogale thetis) ist eine Känguruart aus der Gattung der Filander (Thylogale).
Der Artzusatz im wissenschaftlichen Namen bezieht sich auf die Fregatte La Thetis, mit der das Typusexemplar Europa erreichte. Das Schiff erhielt seinen Namen von der Meeresnymphe Thetis aus der Griechischen Mythologie.

## Merkmale
Rothalsfilander sind kleine, stämmig gebaute Vertreter der Kängurus. Sie erreichen eine Kopfrumpflänge von rund 52 Zentimetern, hinzu kommt ein rund 43 Zentimeter langer Schwanz. Das Gewicht variiert von 4 bis 7 Kilogramm, wobei die Männchen deutlich schwerer werden als die Weibchen. Ihr Fell ist am Rücken grau gefärbt, der Bauch ist deutlich heller. Namensgebendes Merkmal sind die rötlich gefärbten Schultern und Nacken. Die Hinterbeine sind wie bei den meisten Kängurus deutlich länger als die Vorderbeine, der Schwanz ist spärlich behaart.

## Verbreitung und Lebensraum

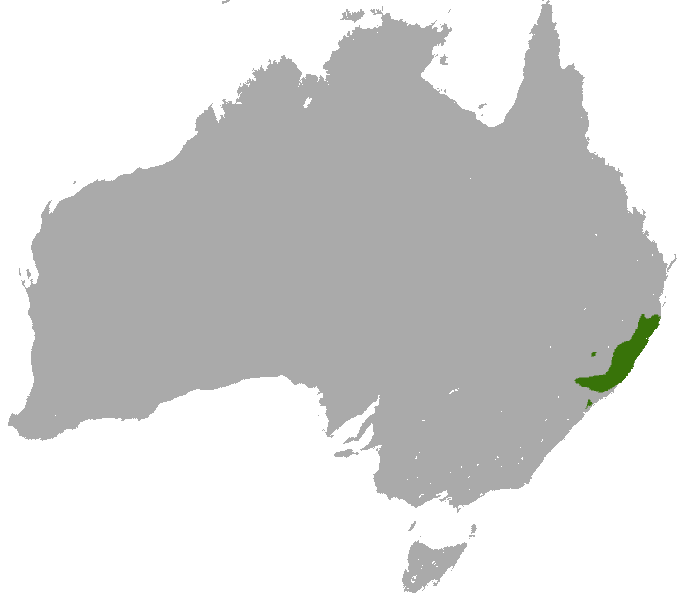
Verbreitungskarte des Rothalsfilanders

Diese Kängurus leben im östlichen Australien, ihr Verbreitungsgebiet reicht vom südöstlichen Queensland bis in das mittlere New South Wales. Lebensraum dieser Tiere sind dicht mit Vegetation bestandene tropische- und subtropische Regen- und Feuchtwälder sowie Eukalyptuswälder; häufig sind sie an den Waldrändern anzutreffen.

## Lebensweise und Ernährung

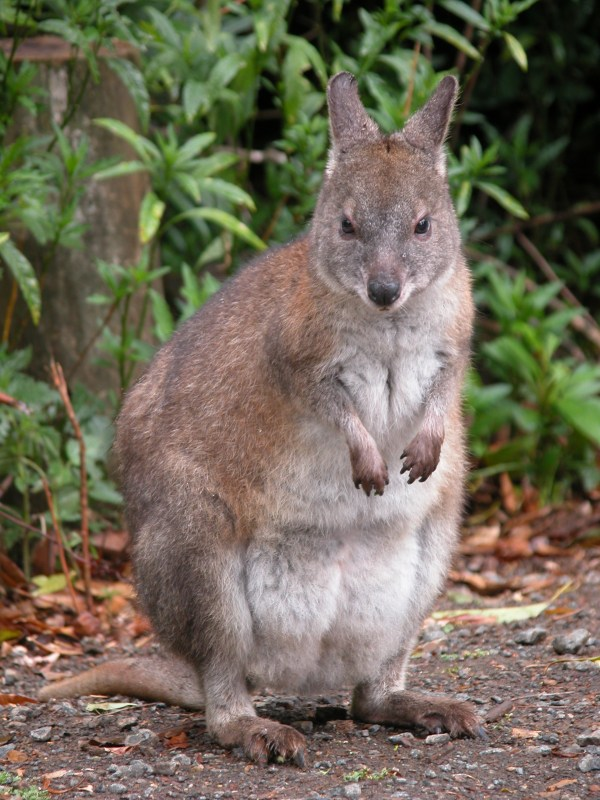
Rothalsfilander

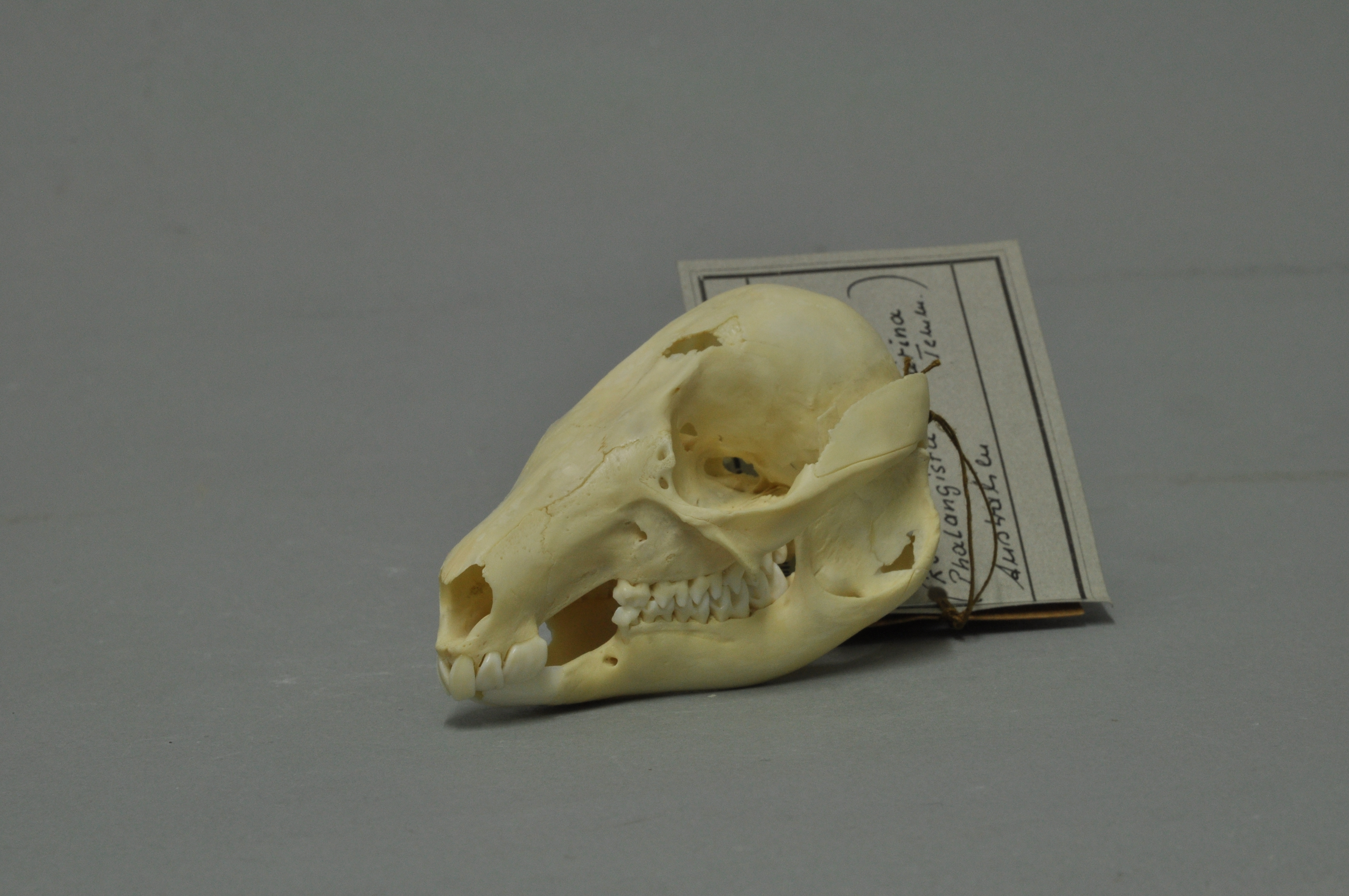
Schädel (Sammlung Museum Wiesbaden)

Rothalsfilander sind überwiegend nachtaktiv und schlafen tagsüber im dichten Unterholz verborgen, manchmal sind sie aber auch beim Sonnenbaden anzutreffen. In der Nacht begeben sie sich auf Nahrungssuche, wobei sie sich vorwiegend auf grasbestandenen Flächen in Waldnähe aufhalten – bei Anzeichen von Gefahr flüchten sie sofort ins schützende Unterholz. Sie leben vorwiegend einzelgängerisch, wenngleich manchmal mehrere Tiere gemeinsam auf Nahrungssuche gehen.
Ihre Nahrung besteht vorwiegend aus Gräsern und Kräutern. Wie alle Kängurus haben sie einen mehrkammerigen Magen zur besseren Verwertung der schwer verdaulichen Pflanzennahrung.

## Fortpflanzung
Nach einer rund 30-tägigen Tragzeit bringt das Weibchen meist ein einzelnes Jungtier zur Welt. Wie bei vielen anderen Kängurus kommt es bei ihnen zur verzögerten Geburt. Das Jungtier verbringt sein erstes Lebenshalbjahr im Beutel der Mutter und wird nach einigen weiteren Wochen entwöhnt. Die Geschlechtsreife tritt mit rund 18 Monaten ein.

## Gefährdung
Zwar sind Rothalsfilander aus einem Teil ihres Verbreitungsgebietes, etwa dem südlichen New South Wales, verschwunden, insgesamt ist die Art aber weit verbreitet und zählt laut IUCN nicht zu den bedrohten Arten.